# Melogale subaurantiaca
Melogale subaurantiaca is een zoogdier uit de familie van de marterachtigen (Mustelidae). De wetenschappelijke naam van de soort werd voor het eerst geldig gepubliceerd door Robert Swinhoe in 1862. De soort is in 2019 van de Chinese zonnedas (Melogale moschata) afgesplitst.

## Voorkomen
De soort komt voor op Taiwan.